# بحيرة سالدا
بحيرة سالدا (بالتركية: Salda Gölü) هي إحدى بحيرات تركيا الفوهية الواقعة في مديرية يشيلاوة في محافظة بوردور في جنوب غرب البلاد. وتتألف من هيكل من الحجر الجيري يشبه الصخور الستراتوليكية. هذه الصخور، التي تُرى أيضًا على سطح المريخ، تجعل من الممكن إنتاج المغنيسيوم على سطح البحيرة. البحيرة ذات لون أبيض وحدود بيضاء.